# 陸元琪
陸元琪（1970年10月27日—），台灣女演員。前夫袁惟仁是台湾知名音樂人。

## 經歷
1989年，演出由陳國富執導、小野編劇的《國中女生》而踏入影壇，1991年演出港片《五個女子和一根繩子》。之後演出陳玉勳導演的電視劇《母雞帶小鴨》，以及重返大銀幕的《月光少年》。2002年與袁惟仁結婚，婚後退出演藝圈，但於2016年離婚。
在離婚後，復出接演國防部的保防單元劇《刺情》。

## 作品

### 電影
- 1989年《過河小卒》飾演 陸小莉
- 1989年《國中女生》
- 1989年《寒假有夠長》
- 1990年《我的兒子是天才》
- 1991年《五個女子和一根繩子》
- 1993年《月光少年》
- 2018年《鬥魚》裴語燕的母親

### 電視劇
- 1991年華視《小市民的天空系列-等待黎明》飾 何美
- 1992年華視《母雞帶小鴨》飾 汪慧倫(北一女學生)
- 1997年中視《為愛燃燒》飾 江怡文
- 1997年民視無線台《再叫一聲爸爸》飾 孟友梅(孟建德)
- 1998年民視無線台《星座女人系列之天蠍座-誰是大老婆》飾  俞敏君
- 1999年台視《台灣廖添丁》飾 劉香妹
- 2017年《刺情》飾 張貞靜
- 2019年衛視電影台《浮士德遊戲2》飾 蘇醫生

### 綜藝節目
- 2017年 衛視中文台《女人234》固定班底

## 外部連結
- 陸元琪的Facebook專頁
- 陸元琪在互联网电影资料库（IMDb）上的資料（英文）
- 陸元琪在香港影庫上的簡介